# 大桑定頼
大桑 定頼（おおが さだより、生没年不詳）は、美濃国の戦国武将。美濃国8代守護、土岐成頼の二男。

## 生涯
明応5年（1496年）、美濃国山県郡大桑山の城を改築して居城とし、大桑兵部大輔と名乗る。船田合戦では兄の土岐政房に属して軍功があった。
やがて息子の大桑定雄が大桑城主となり、定頼は美濃国多治見郷大畑に移住し、大畑定頼と名乗る。大畑の地で没する。
子に大桑定雄、大畑定近。女（日根野弘就室）。金森長近の祖父。